# Liste der Stolpersteine in Wiesbaden-Breckenheim
 Info: Angaben zu Eigenschaften, welche alle Teillisten für Wiesbaden gemeinsam haben, sind unter Liste der Stolpersteine in Wiesbaden zu finden.

## Liste
| Adresse               | Name                      | Inschrift mit Ergänzungen                                                                            | Verlegedatum  | Bild | Anmerkung |
| --------------------- | ------------------------- | --- | ------------- | ---- | --------- |
| Pfanngasse 1 ·        | Adolf Kahn                | Hier wohnte Adolf Kahn Jg. 1867 Gedemütigt/Entrechtet Flucht 1938 Überlebt in USA                    | 27. Jan. 2009 |      |           |
| Pfanngasse 1 ·        | Edith Kahn                | Hier wohnte Edith Kahn Jg. 1933 Gedemütigt/Entrechtet Flucht 1937 Überlebt in USA                    | 27. Jan. 2009 |      |           |
| Pfanngasse 1 ·        | Lina Kahn geb. Hausmann   | Hier wohnte Lina Kahn geb. Hausmann Jg. 1897 Gedemütigt/Entrechtet Flucht 1937 Überlebt in USA       | 27. Jan. 2009 |      |           |
| Pfanngasse 1 ·        | Max Kahn                  | Hier wohnte Max Kahn Jg. 1894 Berufsverbot 1934 Gedemütigt/Entrechtet Flucht 1937 Überlebt in USA    | 27. Jan. 2009 |      |           |
| Pfanngasse 1 ·        | Rosa Kahn geb. Blumenthal | Hier wohnte Rosa Kahn geb. Blumenthal Jg. 1866 Gedemütigt/Entrechtet Flucht 1937 Überlebt in USA     | 27. Jan. 2009 |      |           |
| Alte Dorfstraße 31a · | Betti Kahn geb. Joseph    | Hier wohnte Betti Kahn geb. Joseph Jg. 1904 Gedemütigt/Entrechtet Flucht 1937 Überlebt in USA        | 27. Jan. 2009 |      |           |
| Alte Dorfstraße 31a · | Gustav Kahn               | Hier wohnte Gustav Kahn Jg. 1899 Berufsverbot 1934 Gedemütigt/Entrechtet Flucht 1937 Überlebt in USA | 27. Jan. 2009 |      |           |